# Arganový olej

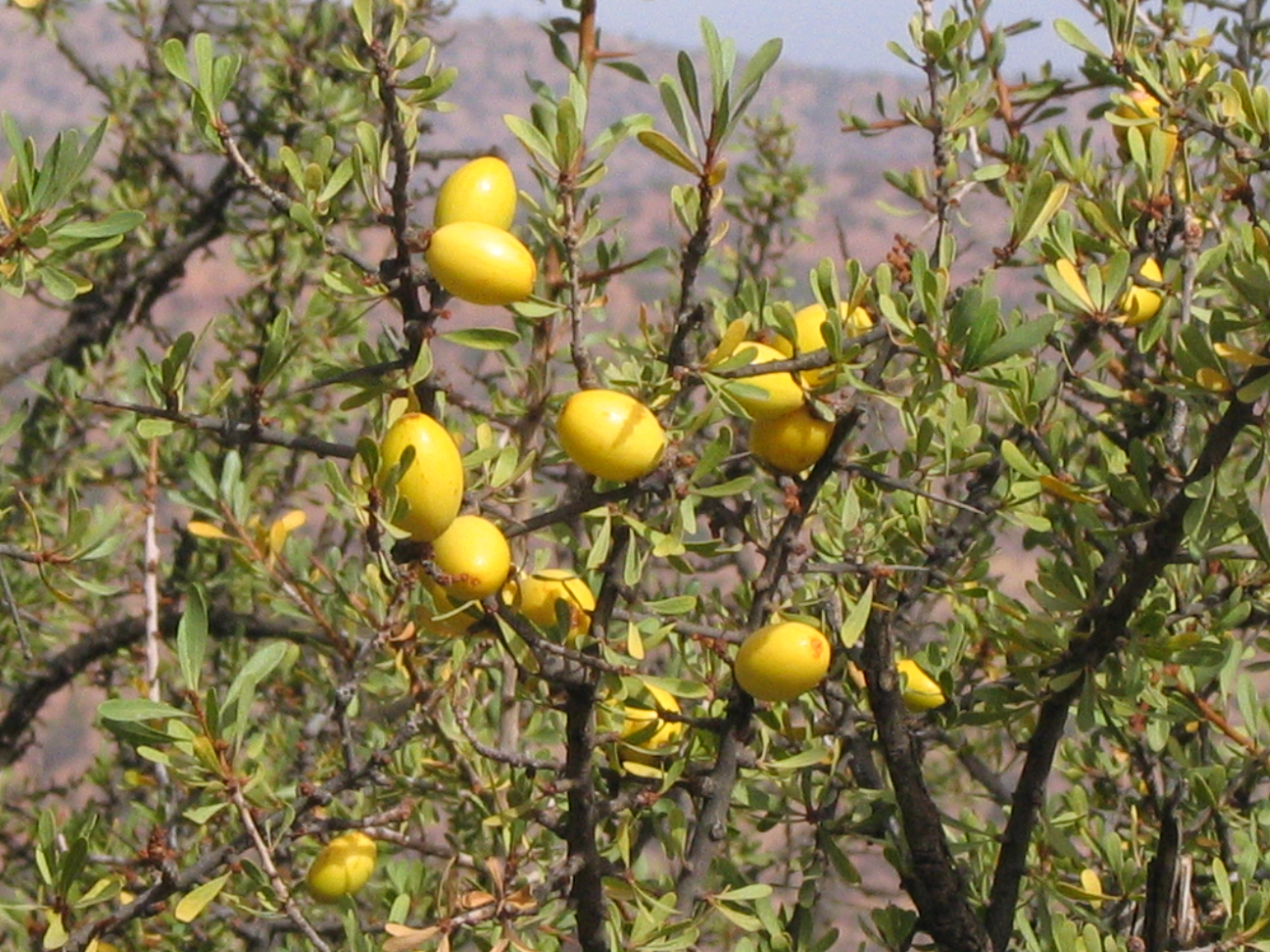
Zralé plody argánie

Arganový olej je rostlinný olej z plodů argánie trnité (latinsky Argania spinosa). Nejčastěji bývá ve složení uveden jako Argania Spinosa kernel oil, česky odborně označovaný jako hydrogenovaný olej z jader argánie trnité. Je hojně používán v tradiční kuchyni jihozápadního Maroka. Je bohatý na tokoferoly, karoten, esenciální mastné kyseliny, využívá se i pro kosmetické účely. V současnosti je arganový olej jedním z nejdražších a nejcennějších olejů používaných v kosmetickém průmyslu.

## Původ

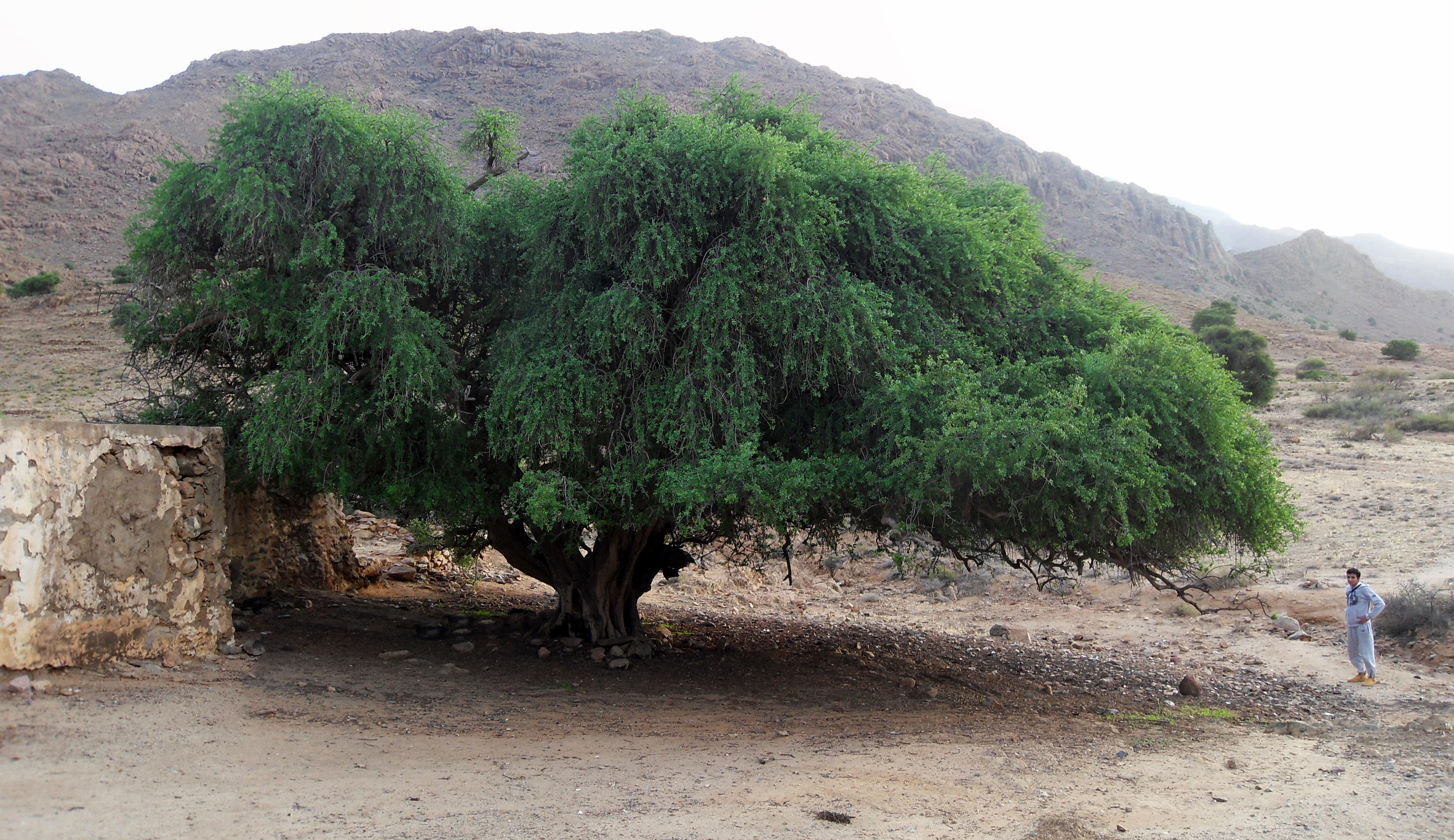
Vzrostlý exemplář argánie trnité

Arganový olej je jedním z nejvzácnějších olejů na světě vzhledem k velmi omezené oblasti rozšíření argánie. Tento strom roste v polopouštích, kde je díky hlubokému kořenovému systému chráněn před vlivem eroze a slouží jako přirozená bariéra proti dezertifikaci. Různé odrůdy argánie kdysi rostly po celé severní Africe, nyní jsou ohrožené a pod ochranou UNESCO. Organizace prohlásila oblast na jihozápadě Maroka mezi Atlantským oceánem a pohořími Atlas a Antiatlas o rozloze 25 687,8 km² za biosférickou rezervaci.

## Výroba

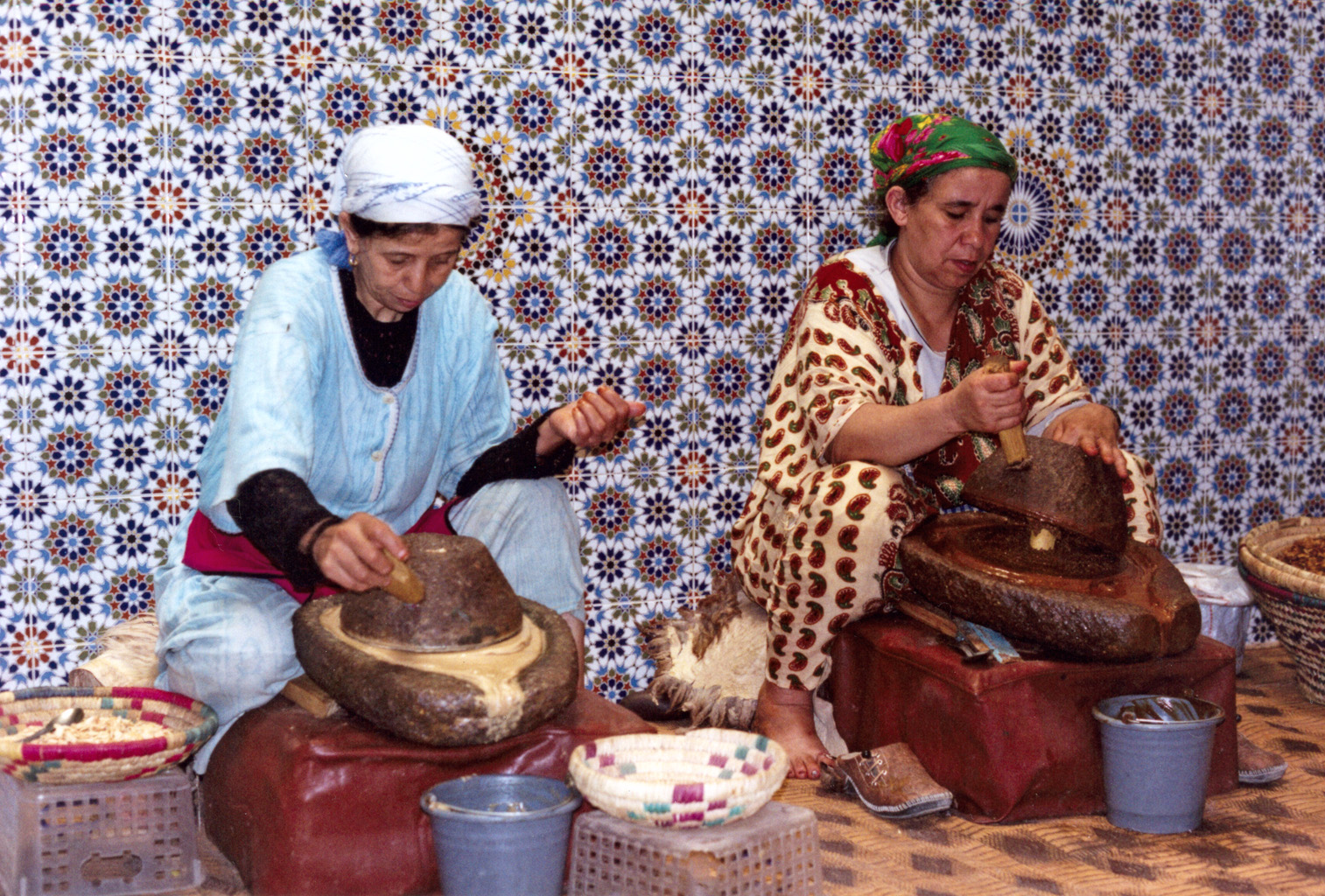
Tradiční výroba arganového oleje

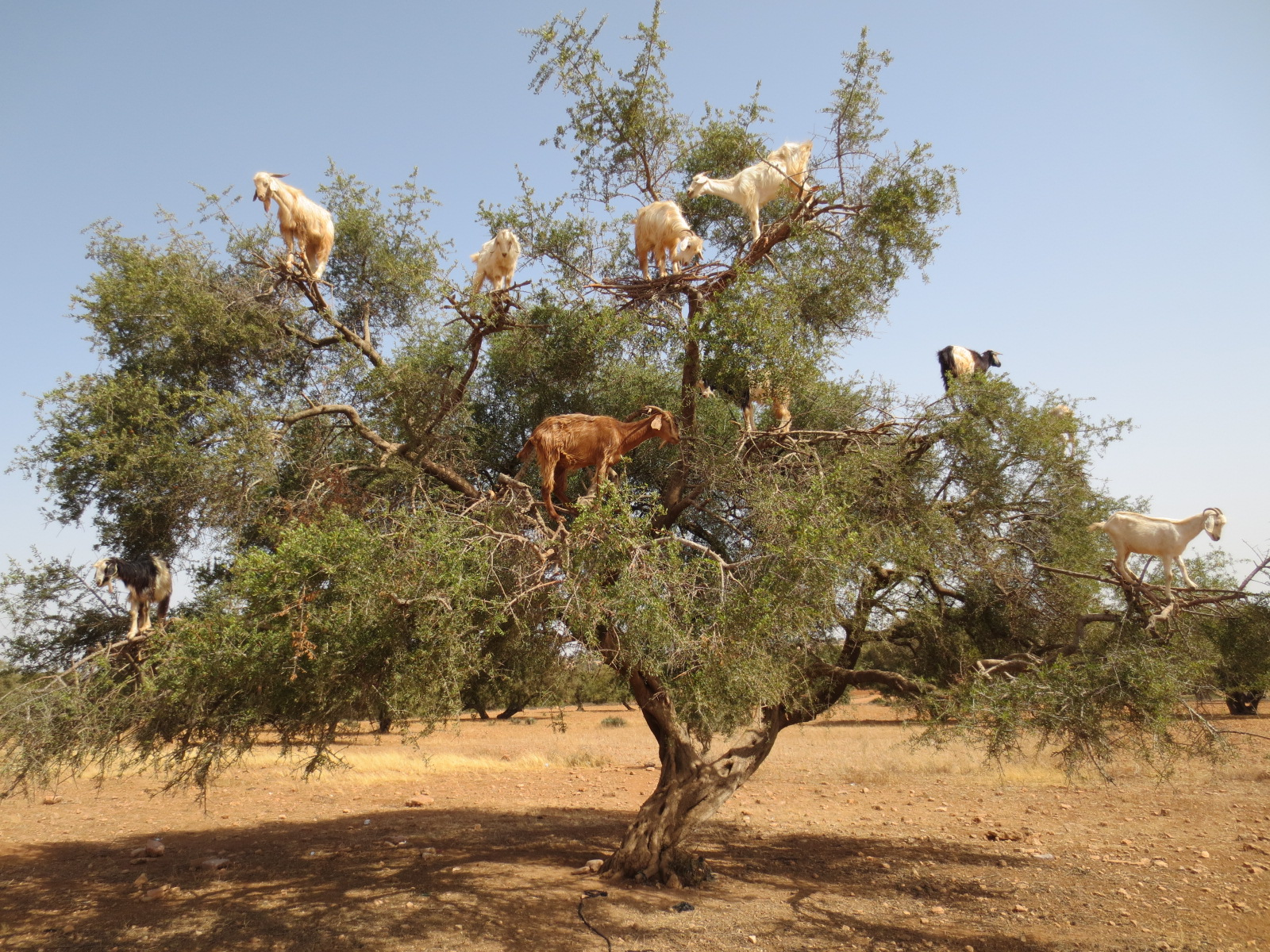
Kozy v koruně argánie

Jak již bylo řečeno, arganový olej se vyrábí z plodů stromu Argania Spinosa, který roste pouze v jihozápadní části Maroka. Plody Arganie jsou stále ještě tradičním postupem vytloukány na kamenných mlýncích berberskými ženami. Tento proces je velmi časově náročný. Na jeden litr arganového oleje je potřeba až 30 kg plodů arganie, což odpovídá zhruba 4-5 stromům. Výroba jednoho litru arganového oleje zabere až 20 hodin. Pro srovnání výroba jednoho litru olivového oleje spotřebuje jen 5 kg oliv.
Arganové plody se sbírají třemi různými metodami. První metoda spočívá v tom, že zemědělci vyčkají, až plody uzrají a samy spadnou ze stromu. Jiní zemědělci shazují plody Arganie na zem pomocí dlouhých tyčí. Třetí metodou je sběr plodů pomocí koz, které se plody Arganie živí a vybírají se poté z jejich trusu. Tato metoda je nezvyklá, nicméně není pro plody škodlivá. Často si tak na stromech Arganie můžete všimnout koz, které po nich poskakují. V současnosti se tato metoda už prakticky nevyužívá, protože výroba arganového oleje je pod hygienickou kontrolou.

## Použití v kuchyni a kosmetice

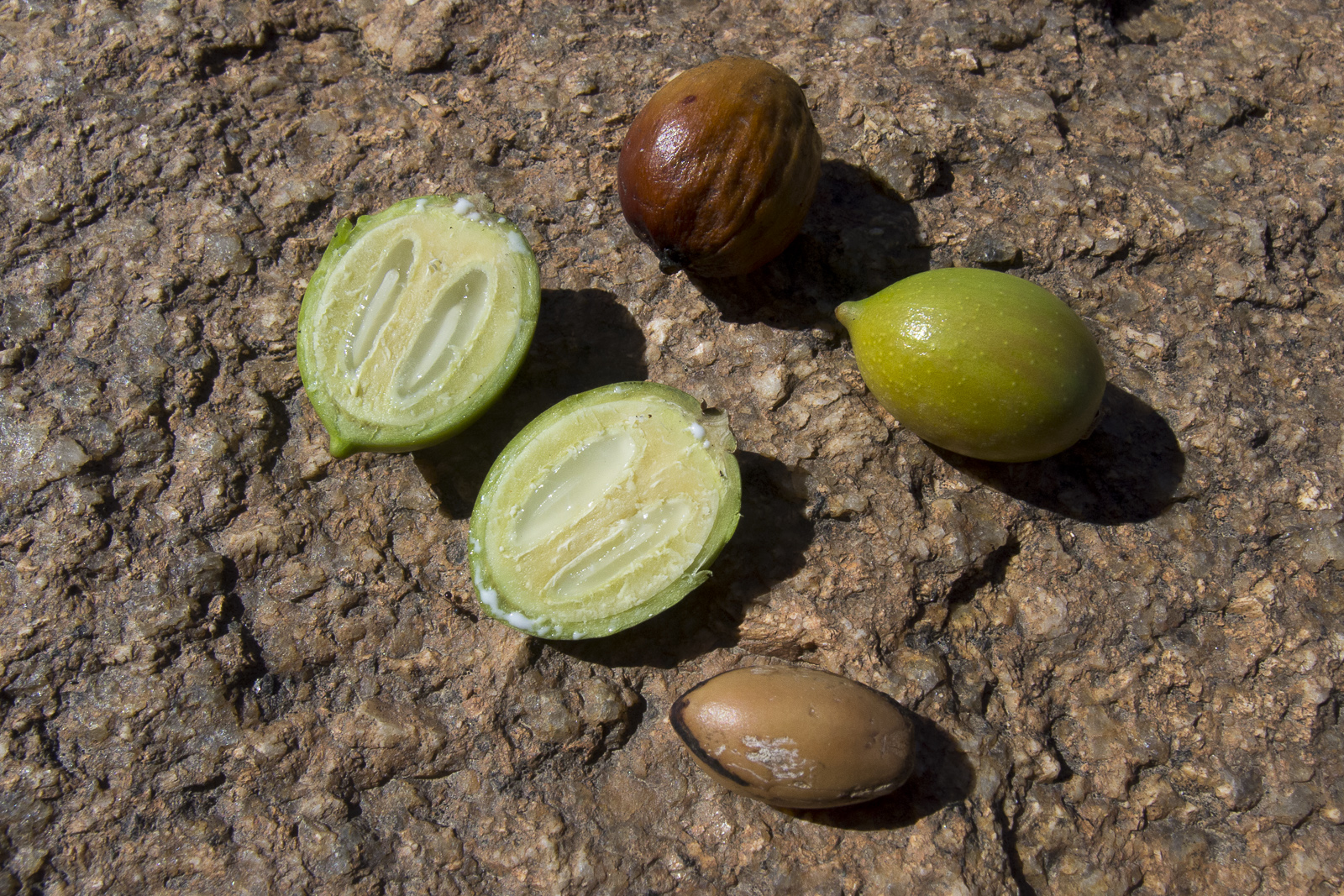
Plod argánie

Existují dva druhy arganového oleje, potravinářský a kosmetický. Pro potravinářské účely se semena nejprve praží, aby se zbavila nahořklé chuti, a proto má potravinářský olej tmavší barvu a výraznější aroma. Používá se běžně při vaření. Je velmi výživný a používá se k výrobě amlou, krému určeného k natírání na chléb. Tato pasta, skládající se z arganového oleje, drcených mandlí a medu, je častou součástí tradiční marocké snídaně.
Arganový olej je v kulinářském umění cenný díky svým organoleptickým vlastnostem. Chuť mandlí a ořechů, získaná slabým pražením plodů, obohacuje pokrmy jako kuskus, ryby a omáčky. Při použití arganového oleje je pozorována stabilizace hladiny cholesterolu v krvi.
V kosmetickém průmyslu je arganový olej využíván pro vysoké procento účinných látek (tokoferoly, karoten, esenciální mastné kyseliny vitamín A, E a F). Vitamín A podporuje oběhový cévní systém. Vitamín E je silný protizánětlivý antioxidant který chrání buňky před UV zářením. Tím zabraňuje jejich degradaci a zpomaluje jejich stárnutí. Vitamín F hydratuje pokožku a zpomaluje proces stárnutí buněk pokožky. Vysoký obsah tokoferolů chrání pokožku a vlasy před volnými radikály, přičemž aktivně zpomalují proces stárnutí. Arganový olej je používán při léčbě kožních onemocněních, ekzémech, akné, popáleninách. Arganový olej zmírňuje svědění vlasové pokožky, snižuje suchost pokožky a vlasům dává vitalitu, sílu, lesk a hebkost.

## Externí odkazy

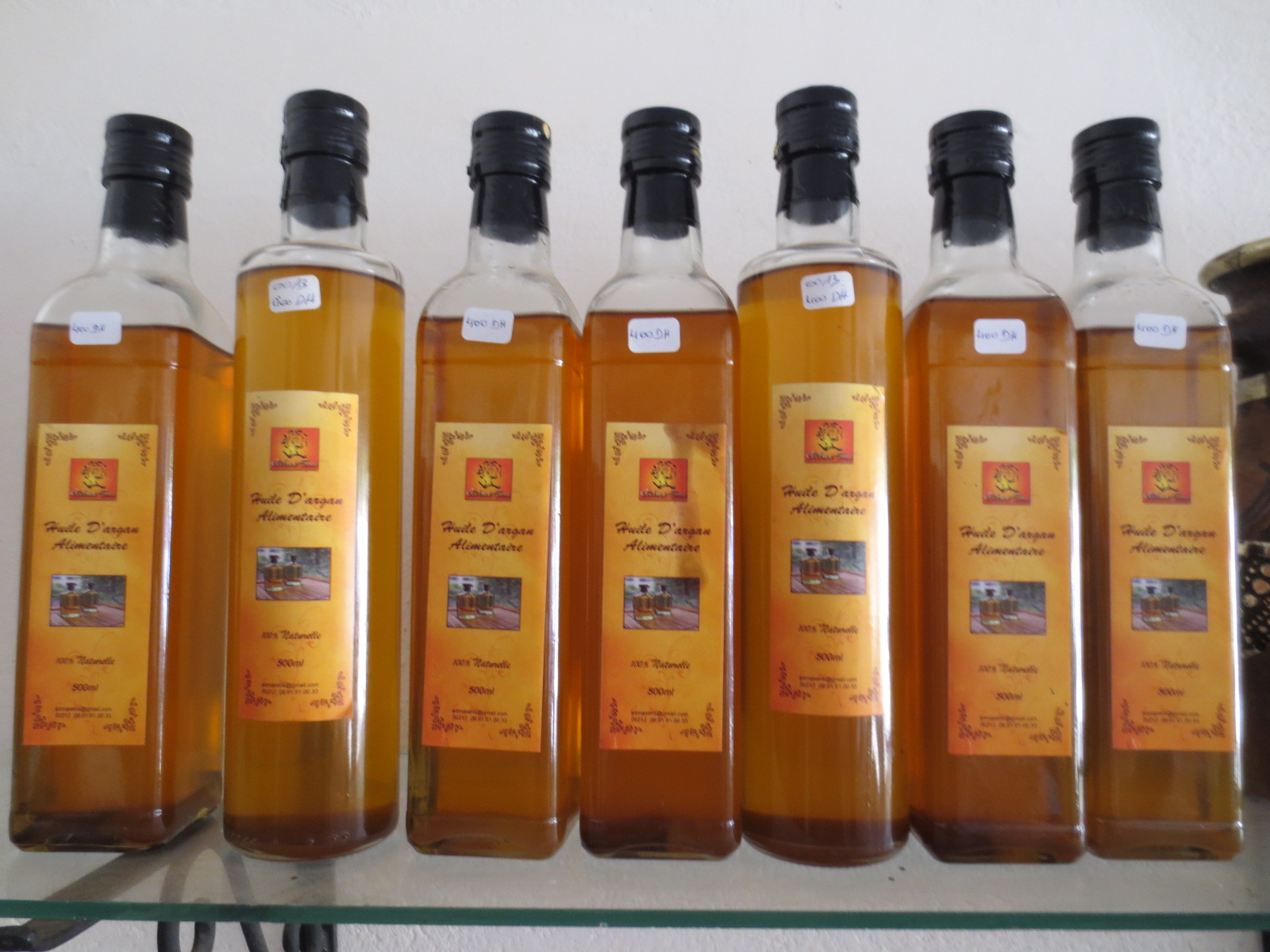
Arganový olej